# Département du Harz

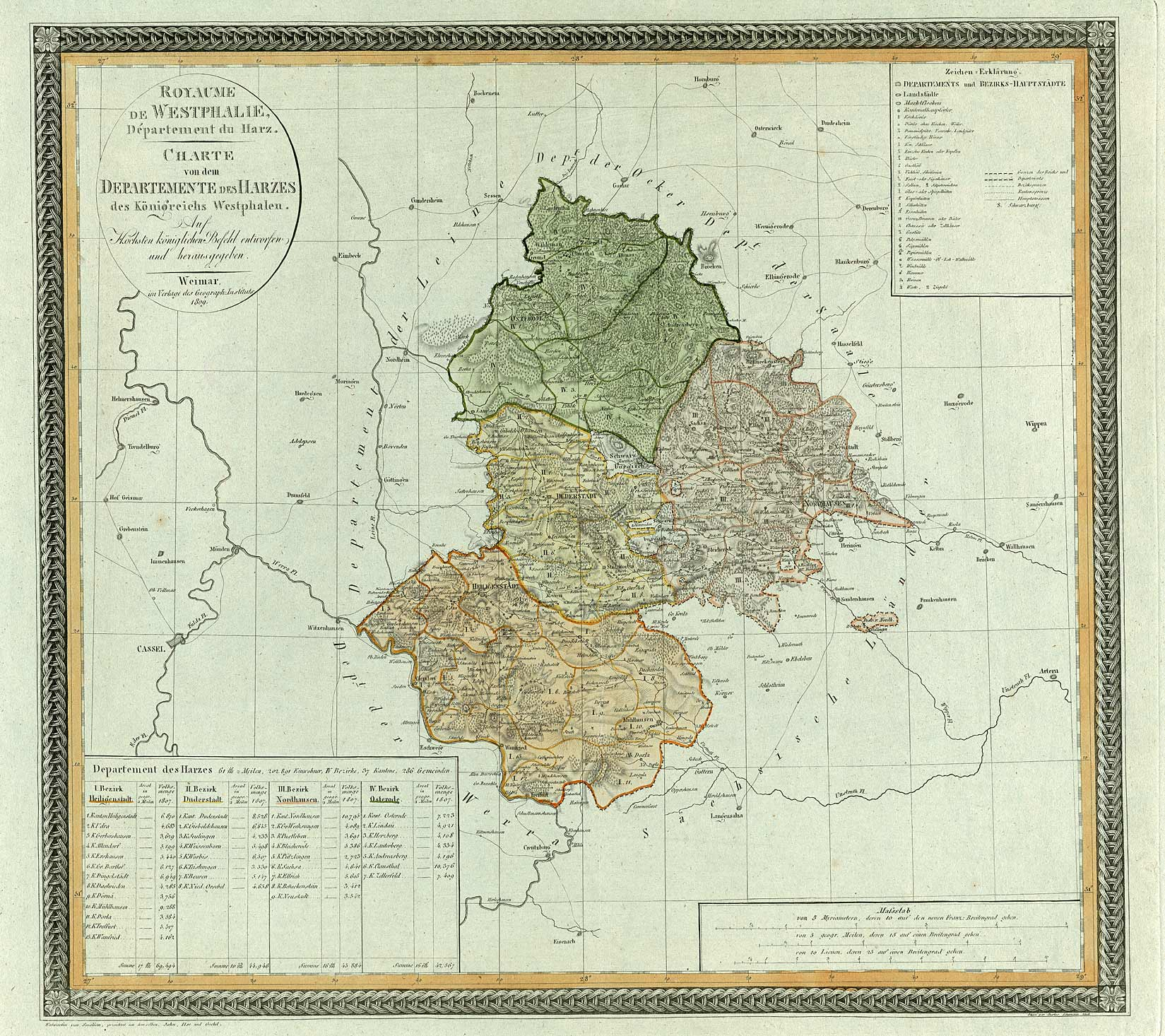
Carte du département du Harz (1809)

Le département du Harz (en allemand : Departement des Harzes ou Harz-Departement) était un département du royaume de Westphalie. Son chef-lieu était Heiligenstadt (Heilbad Heiligenstadt). Il devait son nom au Harz.

## Création
Le département est créé par le décret royal du 24 décembre 1807, qui ordonne la division du royaume en huit départements.

## Territoire
Selon le décret précité, le département recouvrait :
- la principauté d'Eichsfeld ;
- le comté de Hohenstein ;
- une partie de Grubenhagen ;
- le pays de Walkenried ;
- une partie du pays de Blankenburg ;
- une partie de la Hesse ;
- les villes de Mühlhausen et Nordhausen.

## Population
Selon le décret précité, la population du département était estimée à 210 989 habitants.

## Subdivisions
Selon le décret précité, le département était divisé en quatre districts ou arrondissements dont les chefs-lieux étaient Heiligenstadt, Duberstadt, Osterode et Nordhausen.